# Камілла Кодурі
Камілла Кодурі (англ. Camille Coduri; нар. 18 квітня 1965, Вандзворт, Лондон, Англія, Велика Британія) — англійська акторка, найбільш відома за роллю Джекі Тайлер у телесеріалі «Доктор Хто», Міранди Ґрін у стрічці «Король Ральф» та Фейт у «Черниці-втікачки».

## Фільмографія
- 2010—2012 — Він і вона / Him & Her — Шеллі
- 2009 — Банда / The Firm — Шел
- 2008—2009 — Прах до праху / Ashes to ashes — Ґлорія
- 2005—2010 — Доктор Хто / Doctor Who  — Джекі Тайлер
- 2002 — Капустяна війна місіс Колдікот / Mrs Caldicot's Cabbage War — Джекі
- 1997—2018 — Убивства в Мідсомері / Midsomer Murders — Ґрейс Бішоп
- 1996—1997 — Чудова п'ятірка / The Famous Five — Меґґі
- 1992 — Суддя Рампол / Rumpole of the Bailey — Дот Клертон
- 1992—2009 — Детектив Джек Фрост / A Touch of Frost — Поліна Венеблз
- 1991 — Король Ральф / King Ralph — Міранда Ґрін
- 1990 — Черниці-втікачки / Nuns on the Run — Фейт
- 1988 — Яструби / Hawks — Морін
- 1987 — Молитва за вмираючих / A Prayer for the Dying — Дженні Фокс